# Xyris smalliana
Xyris smalliana är en gräsväxtart som beskrevs av George Valentine Nash. Xyris smalliana ingår i släktet Xyris och familjen Xyridaceae. Inga underarter finns listade i Catalogue of Life.